# بلوک‌یازی (بتلیس)
بلوک‌یازی (به ترکی استانبولی: Bölükyazı) یک منطقهٔ مسکونی در ترکیه است که در بیتلیس واقع شده‌است. بلوک‌یازی ۶۲۵ نفر جمعیت دارد.